# Laborante di Panormo
Laborante da Panormo  (anche Laborans) (Pontorme, 1120-1125 – 1189-1191) è stato un cardinale italiano.

## Biografia
Fu creato cardinale diacono di Santa Maria in Portico Octaviae nel concistoro del 1171. Partecipò ai lavori del concilio Lateranense III (5-19 marzo 1179) e questo dovrebbe spiegare il fatto che Laborante disponesse di un testo del concilio molto vicino all'originale.
Verso il 1180 optò per il titolo di Cardinale presbitero di S. Maria in Trastevere.
Partecipò al conclave del 1185.
L'ultimo riferimento documentario relativo a Laborante risale al 6 ottobre 1189.

### Opere
- Compilatio decretorum

### Manoscritti
- Compilatio decretorum, XII secolo, Città del Vaticano, Biblioteca Apostolica Vaticana, Archivio del Capitolo di San Pietro, Arch.Cap.S.Pietro C.110,  ff. 1-243v.